# جينيفر هيل

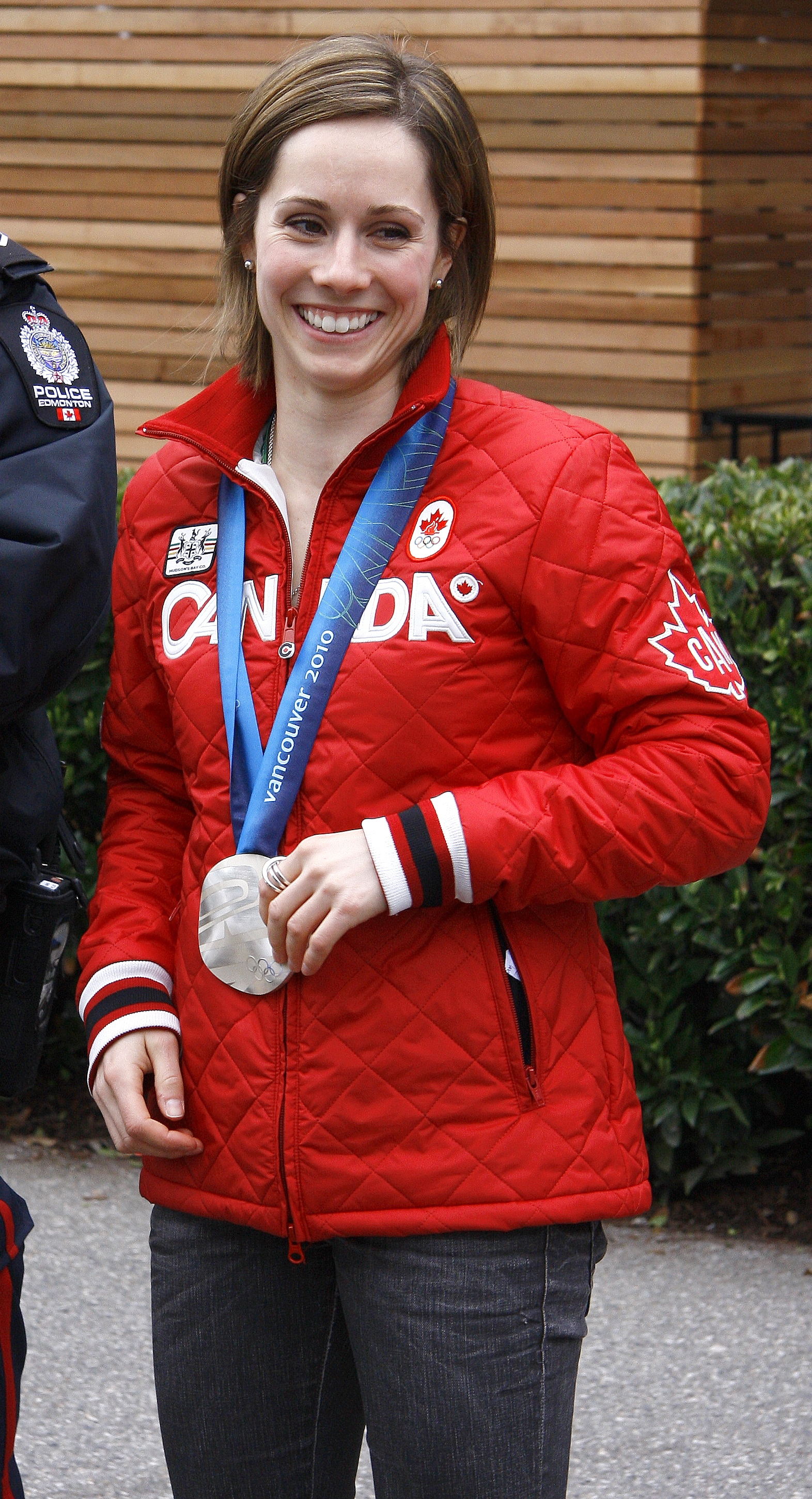
هيل مع ميداليتها الفضية في 2010 دورة الألعاب الاولمبية الشتوية 2010

جينيفر هيل (من مواليد 11 أبريل 1983) متزلجة حرة كندية من سبروس غرووف (البرتا). بدأت هيل التزلج في سن الثانية. وفازت جنيفر هايل بالميدالية الذهبية الأولى لكندا في الألعاب الأولمبية الشتوية 2006 في تورينو، إيطاليا وفازت بالميدالية الفضية في دورة الألعاب الأولمبية الشتوية 2010 في فانكوفر، والذي كان أيضا أول ميدالية لكندا في تلك البطولة. جمعت خلال مسيرتها ثلاثة ألقاب لبطولة العالم وميداليتين فضيتين.
وشاركت هيل مع العديد من المنظمات الخيرية بما. خلال دورة الألعاب الأولمبية الشتوية لعام 2010، تبرعت هايل 25,000 دولار لمنظمة (للأنني فتاة). ولا العديد من المحاضرات للطلاب في جميع أنحاء كندا على موضوع تحقيق الأحلام والاهداف، وتستضيف «بنات فقط» في المعسكر السنوي للتزلج، التي تم إنشاؤها بمساعدة هيل، وهي منظمة نموذج الأعمال التجارية التي يديرها القطاع الخاص بهدف جمع الأموال لدعم الرياضيين الكندي الهواة.

## وصلات خارجية
- جينيفر هيل على موقع الاتحاد الدولي للتزلج (التزلج الحر) (الإنجليزية)
- جينيفر هيل على موقع أوليمبيديا (الإنجليزية)
- جينيفر هيل على موقع قاعة كندا للمشاهير الرياضية (الإنجليزية)
- جينيفر هيل على موقع قاعة كيبيك للمشاهير الرياضية (الفرنسية)

- الموقع الرسمي
- TSN article
- CTV Olympic profile